# Сітімобіл

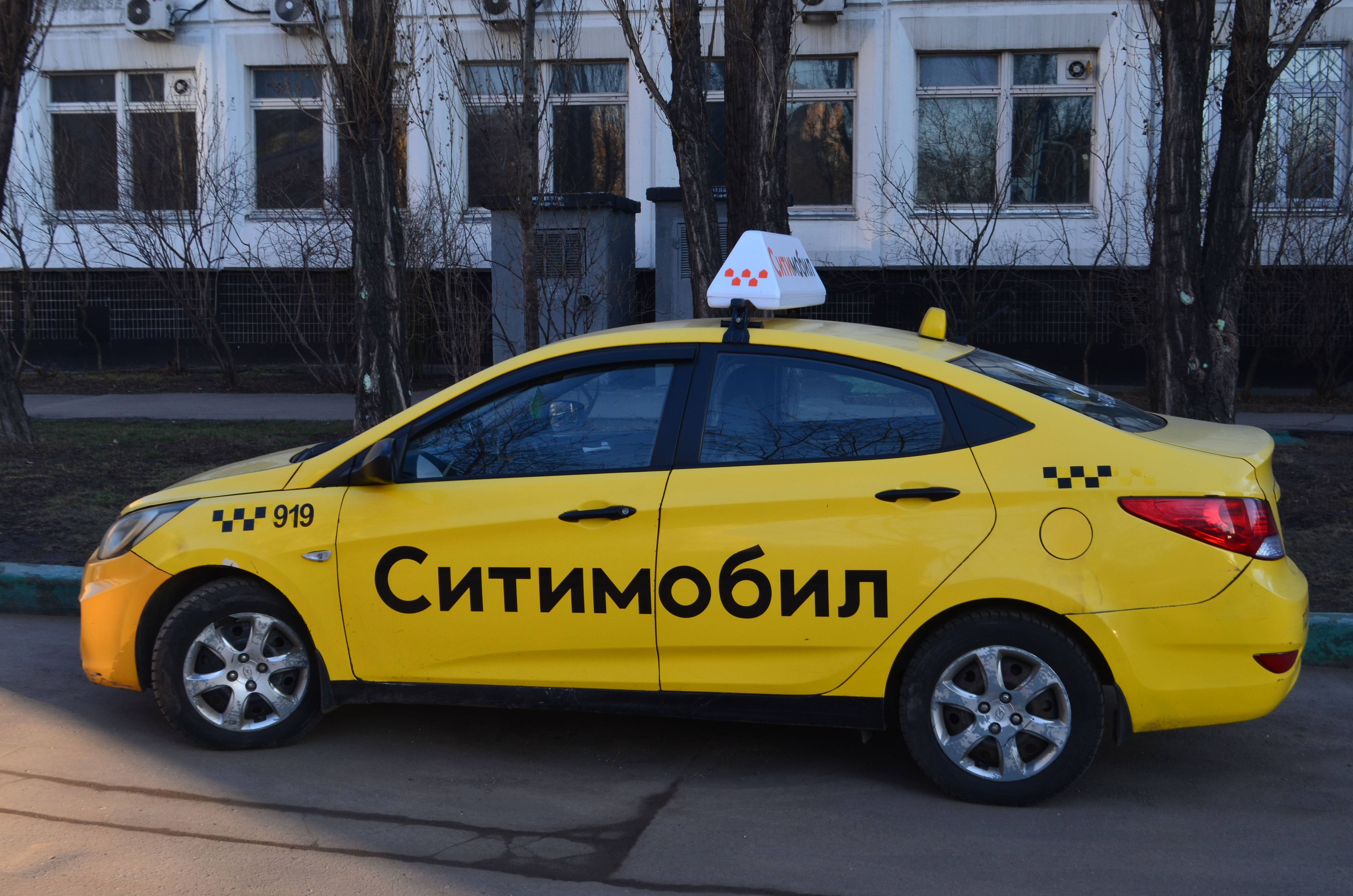
Автомобіль у Москві

Сітімобіл — російський онлайн-сервіс, що надавав послуги агрегатора таксі, каршерингу та кікшерингу. Заснований 2007 року, штаб-квартира була розташована в Москві.
Припинив існування 12 березня 2022 року.

## Історія
Таксі «Сітімобіл» історично було традиційним офлайновим оператором таксі в Москві. 2018 року таксопарк займав друге місце по поїздках в Москві в кількісному вимірі.
На кінець 2018 року, за даними звіту аналітичного центру при уряді РФ, на загальноросійському ринку «Сітімобіл» займав близько 1 %. Виторг керуючої компанії в 2018 склав 1,07 млрд руб. Збиток становив 3,63 млрд руб.
2019 року відбулося переформатування таксопарку в агрегатор транспортних послуг та доставку їжі з розширеною географією діяльності. У середині 2019 року в Сітімобіл інвестували VK та Ощадбанк.
9 грудня 2019 року оголошено про завершення угоди, в результаті якої «Сітімобіл» став частиною спільного підприємства у сфері їжі та транспорту, створеного VK та Ощадбанком .
5 березня засновник «Сітімобіла» Арам Аракелян вийшов із капіталу компанії .
21 квітня 2021 компанія додала у свій додаток оренду автомобілів із сервісу YouDrive, який був перейменований на «Сітідрайв». Додаток об'єднав замовлення таксі, оренду автомобіля та оренду електросамокатів URent.
У серпні 2021 року запустив свій перший фінансовий продукт, почавши кредитувати таксопарки на суму до 50 млн рублів на ремонт, купівлю шин, страховку та інші витрати.
13 березня 2022 року компанія оголосила про припинення роботи у зв'язку з серйозними фінансовими проблемами, котрі виникли внаслідок санкцій, накладених на РФ через повномасштабне вторгнення в Україну.